# Quilombo da Guia
Quilombo da Guia é uma comunidade quilombola localizada na zona rural do município de Poço Redondo, estado brasileiro de Sergipe. A Guia contava em 2013 com 1.200 pessoas, sobretudo crianças e adolescentes, que viviam de culturas de subsistência, como mandioca, inhame, batata-doce, bem como da criação de animais. Obteve a sua notoriedade enquanto território quilombola ainda em janeiro de 2006, ao adquirir a certificação de comunidade quilombola da Fundação Cultural Palmares que garante acesso em programas de políticas públicas.
A Serra da Guia, que dá nome à comunidade, faz jus ao complexo da Serra Negra, cadeia de morros situada na divisa entre os estados de Sergipe e Bahia. O direito sobre o seu território de 9.013,18 hectares foi validado por decreto de desapropriação publicado em 22 de novembro de 2012.

## História
O quilombo, que é um dos patrimônios culturais de Sergipe, chegou a ser no passado o ponto de refugio alternativo para os negros fugitivos das grandes fazendas. Segundo os moradores, a denominação Guia faz referência justamente ao passado, onde a cordilheira representava um "caminho guia" demarcado como a melhor rota de fuga a ser usada pelos escravizados, originando um rápido agrupamento de indivíduos afrodescendentes que optaram por permanecer vivendo em volta da cadeia de montanhas. Desta maneira, ao longo da serra, formaram-se pequenas comunidades compostas majoritariamente por indivíduos cuja ascendência genealógica remonta aos escravos que fugiam da opressão no Quilombo dos Palmares, na segunda metade do século XIX, de tal modo que foi esclarecido no Relatório Antropológico de 2009 acerca da Guia, publicado no Diário Oficial, onde sinaliza esta comunidade como uma área quilombola. Origem do Quilombo:
O povoamento colonial da região do Sertão do São Francisco começou no século XVII, quando as primeiras sesmarias foram distribuídas na margem direita do Rio São Francisco. A Freguesia de São Pedro do Porto da Folha, região onde Poço Redondo está situado, surgiu no século XVIII e seus limites chegaram a abranger a maior parte do Sertão do São Francisco. Desde o século XVII, a região do Morgado de Porto da Folha, principalmente as matas fechadas da Serra Negra, serviu como esconderijo para os fugidos da escravidão. Registros históricos indicam que a posse da terra na região era disputada por colonos, indígenas, negros libertos e fugidos. As fontes históricas indicam também que desde o século XVII existiam vários mocambos – como também eram chamados os quilombos – na região do Sertão de Poço Redondo. Marca dessa presença é a denominação de três localidades no interior de Sergipe com o nome de Mocambo: uma no município de Aquidabã, outra em Porto da Folha e outra em Frei Paulo. Há registros da atuação de capitães-mores destacados para desarticular esses mocambos. Assim, as fontes confirmam que, mesmo antes da ocupação colonial das terras, a região era habitada por indígenas e quilombolas resistindo à escravidão (Frizero, 2016).
Diferentes escritos mencionam a existência de um antigo cemitério no topo da Serra Negra, onde foram sepultados os primeiros escravos que se refugiaram nesta localidade. Algumas obras abordam que os destroços de objetos e as plantas cultivadas testemunham que também existiram moradias dos ancestrais quilombolas nas proximidades do fossário.